# Křest touhy
Křest touhy nebo křest touhou je termín popisující stav obvykle tajného nebo odloučeného věřícího křesťana (katolíka), který z důvodů osobních, politických (např. pronásledování) a jiných nemohl být pokřtěn v souladu s církevním právem či ostatními zvyklostmi.

## Charakteristika
V římskokatolické církvi hovoří CIC o křtu touhou v kánonu 849 a dále, uvádějí se ale bez bližšího určení tzv. případy nutnosti. Kánon 865 hovoří o křtu v nebezpečí smrti. Český portál Víra.cz popisuje křest touhou s tím, že CIC neupravuje zvláště tento případ.